# کاروی بالژای
کاروی بالژای (مجاری: Balzsay Károly؛ زادهٔ ۲۳ ژوئیهٔ ۱۹۷۹) بوکسور اهل مجارستان است.